# Joseph Dupont
Henri-Joseph Dupont (Ensival, 3 januari 1838 – Brussel, 21 december 1899) was een Belgisch violist, concertmeester, theaterdirecteur en dirigent.
Hij is zoon van handelaar Joseph Auguste Dupont en Angéline Sardinois. Broer Auguste Dupont werd pianist. Hij ontving tijdens zijn leven diverse onderscheidingen waaronder de Leopoldsorde en Chevalier de la légion d'honneur.

## Biografie
Joseph Dupont werd geboren in Ensival te Verviers, Hij studeerde viool aan het Conservatorium van Luik en aan het Conservatorium van Brussel en won de Prix de Rome voor compositie in 1863, nadat hij twee jaar voordien, in 1861, een tweede prijs had behaald. Met de beurs die hij met deze prijs won, ging hij vier jaar lang op studiereis doorheen Europa. In 1867 werd hij aangesteld als concertmeester aan het Teatr Wielki en in 1871 kreeg hij eenzelfde positie aan het Keizerlijke Theater van Moskou.
In 1872 keerde Dupont terug naar Brussel, waar hij professor in harmonie werd aan het Conservatorium en waar hij aangesteld werd als concertmeester van het orkest van het Koninklijke Muntschouwburg. Samen met Alexandre Lapissida leidde hij eveneens de schouwburg tussen 1886 en 1889 en vanaf het seizoen 1872/73 dirigeerde hij er ook concerten. Daarnaast bevond hij zich ook vaak in Londen, waar hij het orkest van het Royal Opera House dirigeerde. Een paar maanden voor zijn dood werd Dupont tot lid van het Académie royale de Belgique verkozen.
- Biblioteca Nacional de España: XX5562646
- Bibliothèque nationale de France: cb16539946f (data)
- Gemeinsame Normdatei: 116252529
- International Standard Name Identifier: 0000 0000 0977 9429
- SNAC: w6z33x19
- Virtual International Authority File: 35203581
- WorldCat: E39PBJqFTHqbF3JwfR84kBj6Kd